# Poșaga de Jos
Poșaga de Jos – wieś w Rumunii, w okręgu Alba, w gminie Poșaga. W 2011 roku liczyła 372 mieszkańców.